# Lactarius atroviridis
Lactárius atrovíridis (лат.) — вид грибов рода млечник (Lactarius) семейства сыроежковые (Russulaceae).

## Описание
- Шляпка 6—15 см в диаметре, сначала выпуклой, затем плоской и вдавленной формы, светло- или тёмно-оливкового цвета, покрыта более тёмными пятнами, мелкочешуйчатая или почти гладкая, иногда с рубчатым краем.
- Гименофор пластинчатый. Пластинки приросшие к ножке или слабо низбегающие на неё, частые, иногда разветвлённые, беловатого или розовато-кремового цвета, с возрастом покрываются зеленоватыми или коричневатыми пятнами. Кроме пластинок имеются также пластиночки.
- Мякоть беловатого или светло-розовато-кремового цвета, без особого запаха, с острым вкусом. Млечный сок белого цвета, на воздухе цвет не меняет или медленно становится тёмно-оливковым.
- Ножка 2—8 см длиной и 1—3 см толщиной, одного цвета со шляпкой или светлее её, также покрытая более тёмными оливковыми пятнами, гладкая, быстро становится полой.
- Споровый порошок светло-кремового цвета. Споры 7—9×5,5—6,5 мкм, эллипсоидальной или широко-эллипсоидальной формы. Базидии 34—45×7—9 мкм, двух- или четырёхспоровые. Макроцистиды 38—120×6—12 мкм. Хейлоцистиды 27—40×4—9 мкм, немногочисленные.

## Экология и ареал
Произрастает на земле в хвойных и лиственных лесах, на востоке Северной Америки, с июля по август.

## Сходные виды
- Lactarius sordidus Peck 1893